# Cătălin Hîldan
Cătălin Georghe Hîldan est un footballeur roumain né le 3 février 1976 à Bucarest, mort le 5 octobre 2000 à Oltenița au cours d'un match amical contre l'équipe locale. Le joueur du Dinamo Bucarest a succombé subitement des suites d'une rupture d'anévrisme.
Hîldan, 24 ans, faisait partie des 22 joueurs de la sélection roumaine lors de l'Euro 2000. La tribune nord du stade Dinamo porte désormais son nom.

## Carrière
- 1994-1995 :  Dinamo Bucarest
- 1994-1996 :  → Oțelul Târgoviște
- 1995-2000 :  Dinamo Bucarest

## Palmarès
- 8 sélections et 1 but avec l'équipe de Roumanie entre 1999 et 2000.
- Champion de Roumanie en 2000 avec le Dinamo Bucarest
- Vainqueur de la Coupe de Roumanie en 2000 avec le Dinamo Bucarest